# Hood River
Pour les articles homonymes, voir Hood.
Hood River est une ville américaine, siège du comté de Hood River dans l'Oregon, dont la population est estimée en 2006 à 6 580 habitants. La ville a été baptisée du nom de la rivière Hood qui se jette dans le fleuve Columbia à Hood River.

## Histoire
Un bureau de poste a été construit sur le site en 1858 et la ville fut incorporée en 1895.
La ville est située au nord de l'Oregon, sur les gorges du fleuve Columbia en face de la ville de White Salmon (État de Washington).
L'économie de la ville est basée sur le tourisme. En effet le site est propice à la pratique de la planche à voile et du kitesurf.

## Jumelage
- Tsuruta (Japon)

## Personnalités
Kim Peyton (1957-1986), championne olympique de natation par équipe en 1976, est née à Hood River.